# Semisalsa
Semisalsa is een geslacht van weekdieren uit de klasse van de Gastropoda (slakken).

## Soorten
- Semisalsa contempta (Dautzenberg, 1894)
- Semisalsa dalmatica Radoman, 1974
- Semisalsa dobrogica (Grossu & Negra, 1989)
- Semisalsa foxianensis (De Stefani, 1883)
- Semisalsa longiscata (Bourguignat, 1856)
- Semisalsa stagnorum (Gmelin, 1791)